# Jodocus Willichius
Jodocus Willichius(Wilcke) (Rößel, 1501 — Halle an der Saale, 12 de novembro de 1552) foi médico, helenista, filólogo, humanista e erudito alemão. Professor de retórica, latim e de grego da Universidade de Frankfurt.

## Publicações
- 1530 Orthographiae Institutiones
- 1538 Physiognomonica Aristotelis latina. Facta a J. Willichio Rosellan
- 1539 Commentaria In Artem Poeticam Horatii
- 1540 Commentarius in quatuor Georgicorum libros Virgilii
- 1540 De prodigiosa Maximi imperatoris voracitate & ingluvie disputatio
- 1540 Erofema matum Dialectices libri tres
- 1540 Liber De Pronvnciatione [pronunciatione] Rhetorica doctus & elegans
- 1540 Arithmeticæ libri tres
- 1541 Cathechismi Corpus
- 1542 Brevis et familiaris in Epistolam Pauli ad Titum expositio
- 1542 Erotematum Dialectices libri tres
- 1542 Commentaria ... in utram(que) ad Timotheum Pauli Epistolam
- 1543 De Salinis Cracovianis observatio
- 1544 De agricolarum instrumentis
- 1544 Scholia in Georgicorum P. Vergilii Maronis Lib. IIII. Doctißima
- 1546 In Haggaeum Prophetam doctissima Commentaria
- 1548 Bucolica, opuscula de re hortensi et epigrammata ethica

- 1550 Experimenta P. Virgilii Explicatio
- 1550 Qvaestiones De Pronvnciatione rhetorica: In Vsvm Stvdiosae Ivventvtis Propositae
- 1550 Experimenta P. Virgilii Maronis
- 1550 Totivs Catecheseos Christianae Expositio
- 1550 In Abdiam Commentaria Rhetoricorvm [rhetoricorum] More Conscripta
- 1551 Chronologia in Aeneida Virgilii, etc
- 1551 De formando studio in quolibet artium et sacrarum et profanarum genere consilium
- 1552 De Crepitu ventris problemata
- 1553 commentariolum in Terentii Eunuchum
- 1555 Fabulae
- 1555 P. Terentii Afri fabulae: editionis postremae et longe emendatissimae
- 1560 Iuditia urinarum Doctoris Iodoci Wilichii Medici doctissimi & celeberrimi
- 1561 Erotemata Dialectices
- 1565 Von der Pestilenz ein nützlich Regiment
- 1577 Studentes comoedia de vita studiosorum: nunc primum in lucem edita
- 1582 Vrinarum probationes: illustr. scholis medicis H. Reusneri
- 1673 Cornelii Taciti de situ ... Germaniae libellum commentaria